# معدن آهن چغارت
معدن چغارت در ۱۲ کیلومتری شمال شرقی شهر بافق و در ۱۲۵ کیلومتری جنوب شرقی شهر یزد و ۷۵ کیلومتری جنوب غربی شهر بهاباد و در حاشیه کویر قرار دارد و دارای آب و هوای بسیار گرم و رطوبت خیلی کم است. این معدن دارای ذخیره ۱۷۷٫۲ میلیون تنی شامل ۱۰۷ میلیون تن B.F و ۷۰٫۲ میلیون تن سنگ آهن پر فسفر و کم عیار است.